# Tachina errors
Tachina errors là một loài ruồi trong họ Tachinidae.